# Liljendal
Liljendal este o fostă comună din Finlanda.